# تک‌شیب

دیاگرام یک تک‌شیب

تک‌شیب (انگلیسی: Monocline)  نوعی چین‌خوردگی پله‌مانند در چینه‌های سنگی است که دارای یک بخش پرشیب‌تر با توالی افقی یا دارای شیب ملایم است.

## شکل‌گیری

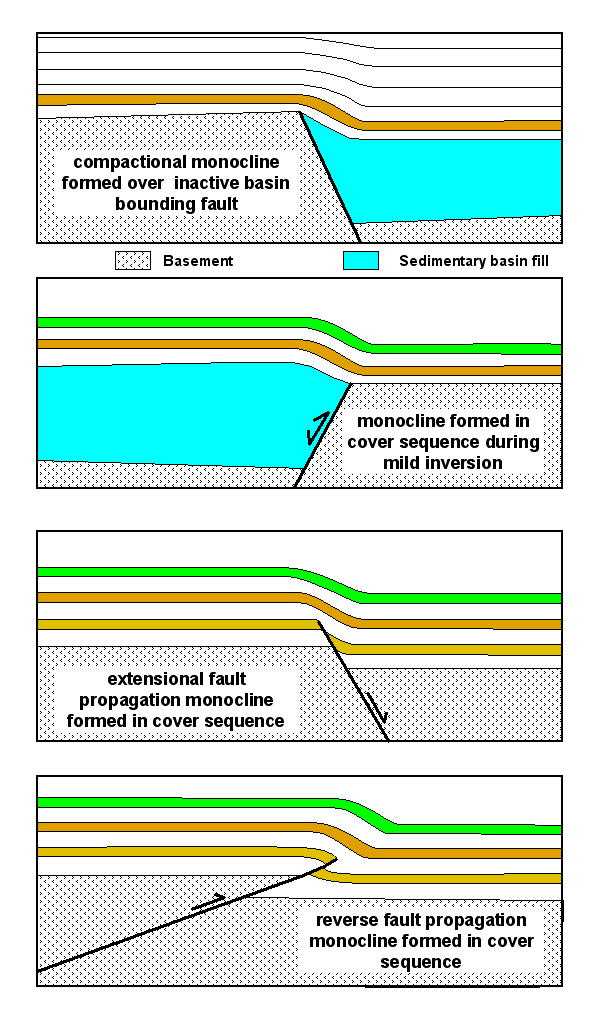
حالت‌های تشکیل تک‌شیب

تک‌شیب‌ها ممکن است بر اثر عوامل گوناگونی پدید آیند:
- بر اثر تراکم متفاوت بر روی یک ساختار زیرین، به‌ویژه به دلیل وجود گسل‌های بزرگ در یک حوضه رسوبی.
- بر اثر فعالیت دوباره یک گسل کششی در طول یک فاز وارونگی که منجر به چین‌خوردگی لایه‌های بالایی می‌شود.
- به عنوان نوعی از چین انتشاری گسلی در هنگام انتشار رو به بالای یک گسل کششی در حوضه بر روی توالی پوششی بالایی.
- به عنوان نوعی از چین انتشاری گسلی در هنگام انتشار رو به بالای یک گسل معکوس در حوضه بر روی توالی پوششی بالایی.